# Высоково (Высоковское сельское поселение)
Высоково — село в Борисоглебском районе Ярославской области России, административный центр Высоковского сельского поселения.

## География
Село расположено на берегу реки Вогра неподалёку от впадения её в реку Ильма и в 33 км на запад от райцентра посёлка Борисоглебский.

## История
Церковь села Высокова сооружена в 1784 году на средства господ Боркова и Уарова с двумя престолами: Казанской Божией Матери и св. чудотворца Николая.
В конце XIX — начале XX село являлось центром Высоковской волости Угличского уезда Ярославской губернии.
С 1929 года село являлось центром Высоковского сельсовета Борисоглебского района, в 1944 — 1959 годах — в составе Ильинского района, с 2005 года — центр Высоковского сельского поселения.

## Население
| 1859 | 1914 | 2007 | 2010 |
| ---- | ---- | ---- | ---- |
| 127  | ↗180 | ↗280 | ↘226 |

## Инфраструктура
В селе есть дом престарелых (Комплексный центр социального обслуживания населения Борисоглебского муниципального района «Лада»).

## Достопримечательности
Достопримечательность села — православная церковь XVIII века Иконы Божией Матери Казанская (1784).